# ボウ

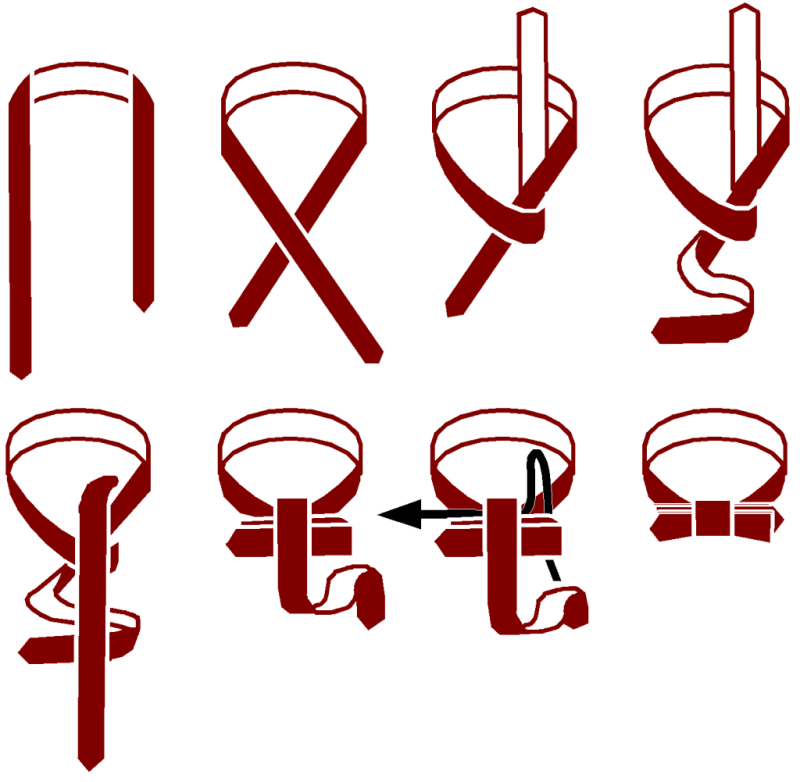
ボウの結び方 (A)

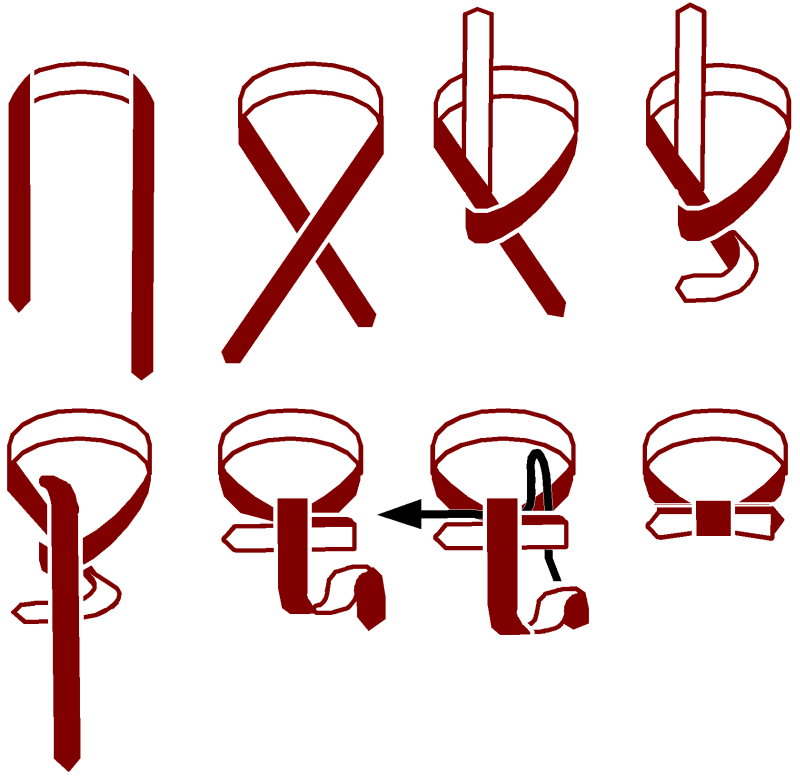
ボウの結び方 (B)

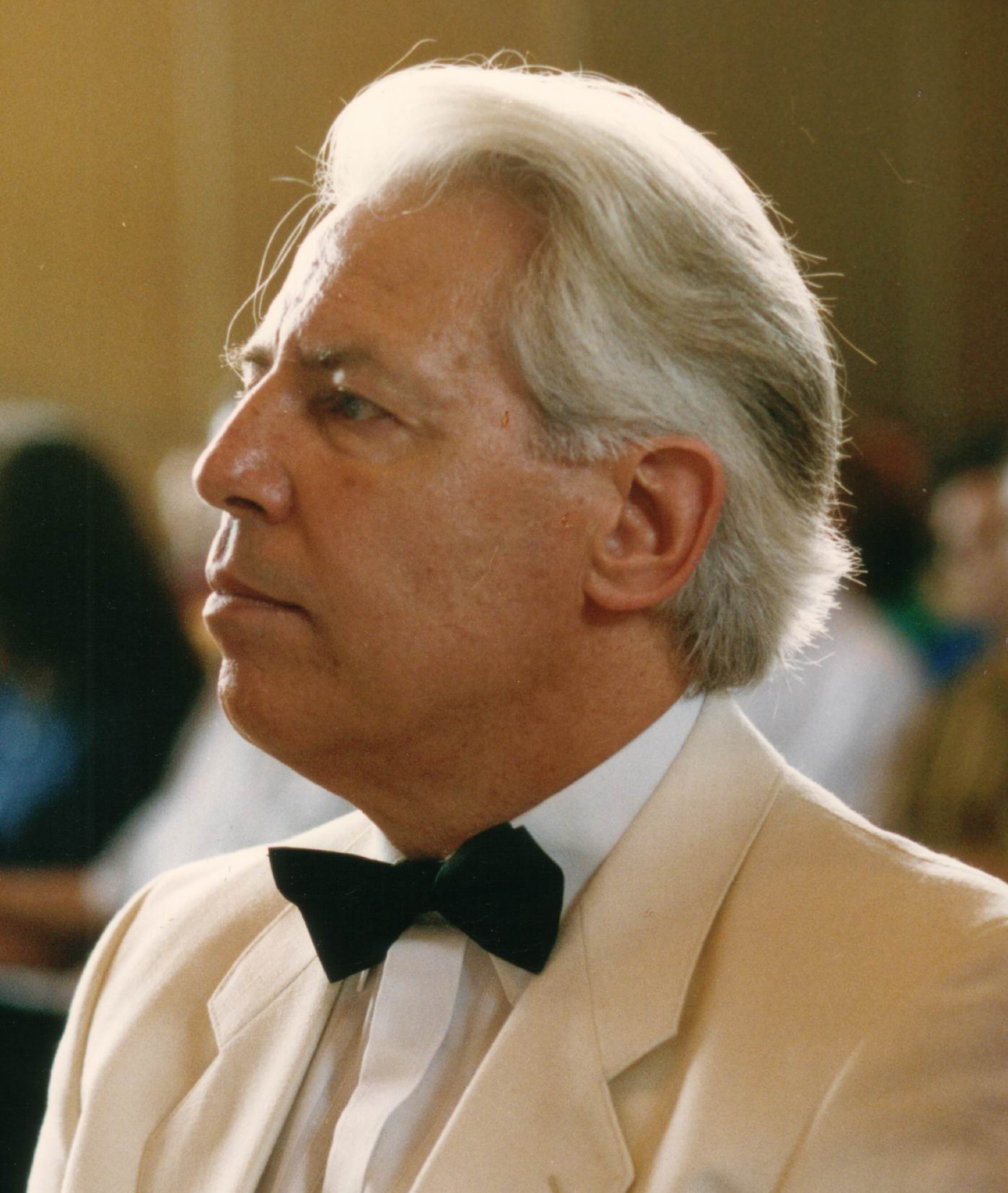
ボウタイ。
1990年、ホルスト・ゲハン

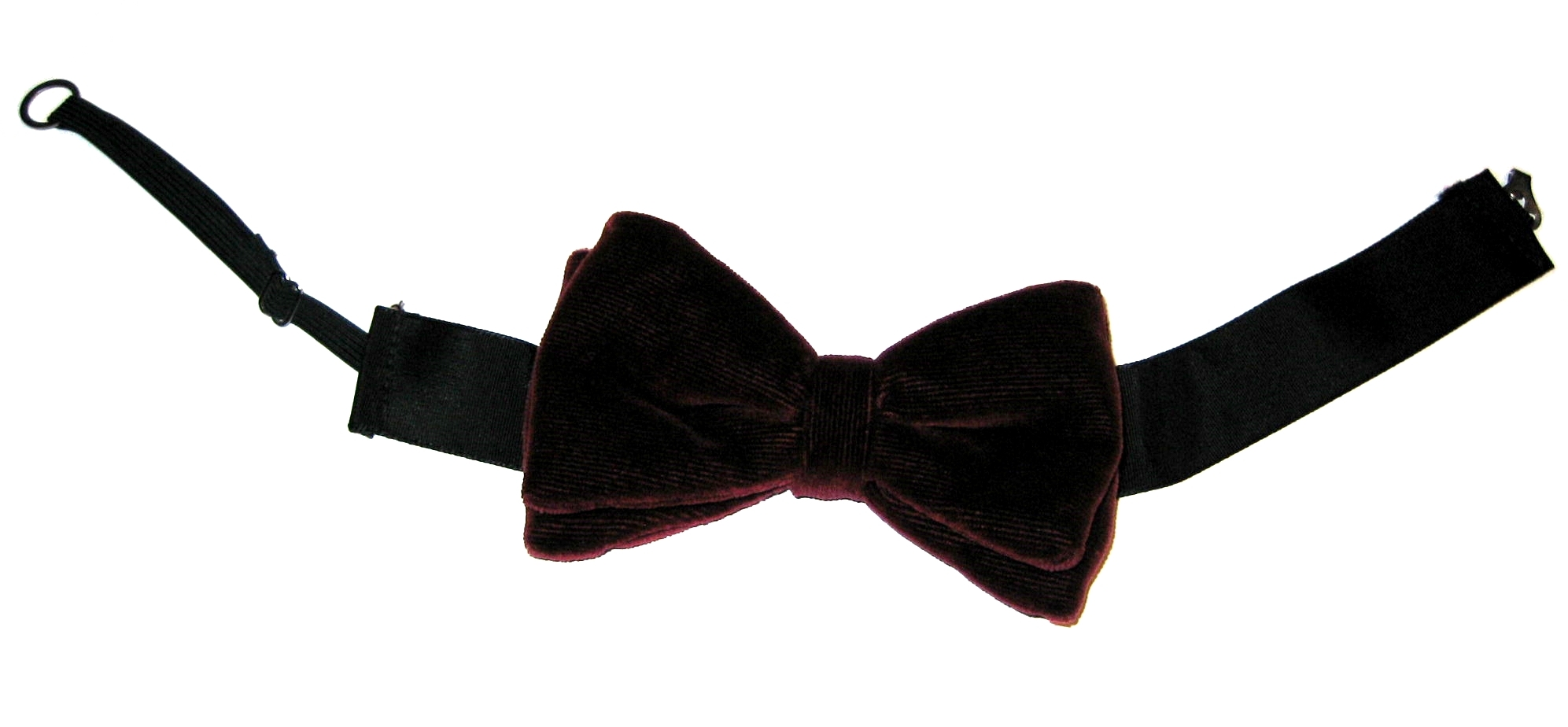
ピアネス・タイ

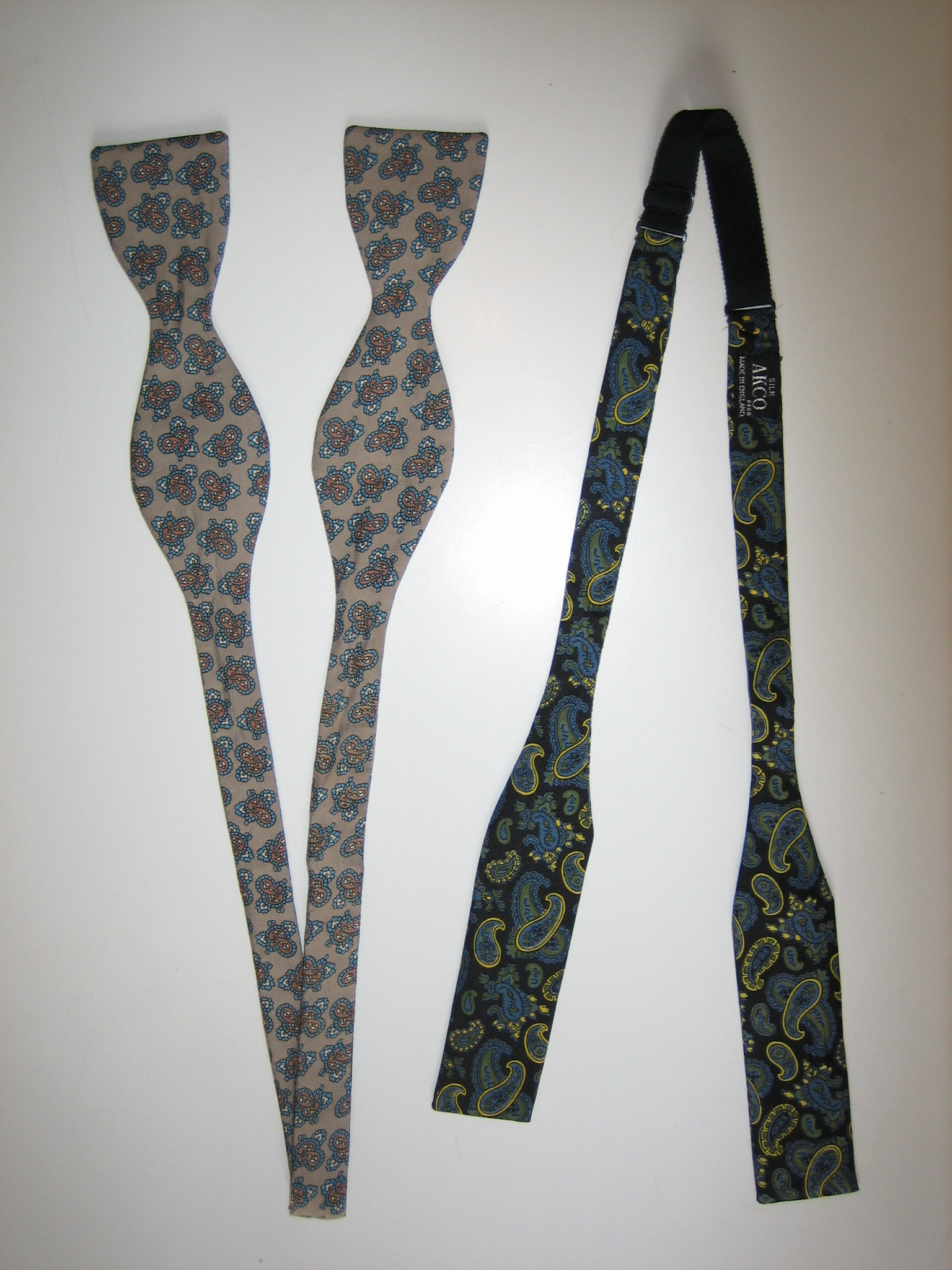
解いた状態

ボウ（英語: bow）もしくは蝶ネクタイは、服飾用語としては、体（首、腰など）に巻き付けた1本の紐や細長い布の両端を、蝶結びにしたもの。
帯、たすき、ネクタイ、リボンなどがボウに結ばれる。
衣服を留め合わせる技術としてはほかにボタン、ファスナーなどがあるが、それらより歴史は長い。そのほか、髪留めや、純粋に装飾として使われる。見た目が華やかなため、女性用の衣服やアクセサリーに特によく使われる。
ボウに結んだネクタイをボウタイ (bow tie, bowtie) と呼ぶ。これはネクタイの一種であり、男性のファッションである。襟下に挟むこともある。

## ボウの種類
ボウは歴史が長いため、下記のような様々なタイプが存在する。
ボウタイ（蝶ネクタイ）
ピアネス・タイ（クリップ・オン、プレ・タイド）
初めから結び型があって、首の側面や後ろ側で金具、マジック テープなどで止める。
ツウ・タイ（バット・ボウ）
長い紐状のものを、 蝶型に手で結ぶ。
バタフライタイ
蝶が羽を広げたような形のもの。フォーマル用。
クラブボウタイ
結んだときに両翼が一直線になるもの。
スクエアボウタイ
クラブボウタイの幅が3cm以下のもの。
チビタイ
クラブボウタイの非常に小ぶりなもの。
ポインテッドエンドボウタイ
先端が三角にとがった形のもの。パーティー用。
シャルマンボウタイ
自分のサイズに合わせて、ハサミで切って結ぶもの。